# Neophlaeoba
Neophlaeoba is een geslacht van rechtvleugeligen uit de familie veldsprinkhanen (Acrididae). De wetenschappelijke naam van dit geslacht is voor het eerst geldig gepubliceerd in 1983 door Usmani & Shafee.

## Soorten
Het geslacht Neophlaeoba omvat de volgende soorten:
- Neophlaeoba maculata Usmani & Shafee, 1983
- Neophlaeoba walayarensis Usmani & Shafee, 1983